# Jaroslav Plašil
Jaroslav Plašilⓘ (Opočno, Región de Hradec Králové, República Checa, 5 de enero de 1982) es un exfutbolista checo. Jugaba de mediocampista y su último equipo fue el Girondinos de Bordeaux de la Ligue 1. Anunció su retirada del fútbol en 2019.

## Características técnicas
Plasil se caracteriza por ser un centrocampista de corte ofensivo, aunque trabajador en el aspecto defensivo. Puede jugar en cualquier posición del mediocampo, aunque lo más habitual es que lo haga pegado a cualquiera de las dos bandas. Jugador técnico y versátil, es un especialista en el juego a balón parado.[cita requerida] Su característica más notable es que es ambidiestro, lo que le otorga una gran cantidad de variantes en su juego. Pese a no ser un goleador, en su primer año en la Liga Española, consiguió marcar cuatro tantos. En su segundo año en el equipo de Pamplona, consiguió marcar un gol, en el partido que enfrentó a Osasuna contra el Getafe, así como un transcedente gol en la última jornada ante el Real Madrid, que posibilitó la salvación del equipo rojillo. Fue su octavo gol con el equipo rojillo, en su último partido con el club navarro, ya que tras recibir ofertas de varios equipos fue fichado por el Girondins de Burdeos el 8 de julio de 2009. En 2013 fue cedido al Catania.

## Selección nacional
Ha sido internacional con la selección de fútbol de la República Checa en 103 partidos y ha anotado 7 goles. 

### Participaciones en Copas del Mundo
| Mundial                        | Sede     | Resultado    |
| ------------------------------ | -------- | ------------ |
| Copa Mundial de Fútbol de 2006 | Alemania | Primera fase |

## Clubes
| Club                    | País            | Año       |
| ----------------------- | --------------- | --------- |
| FK Hradec Králové       | República Checa | 1998-2000 |
| AS Monaco               | Francia         | 2000-2007 |
| US Creteil (cedido)     | Francia         | 2002-2003 |
| CA Osasuna              | España          | 2007-2009 |
| Girondins de Burdeos    | Francia         | 2009-2019 |
| Calcio Catania (cedido) | Italia          | 2013-2014 |